# Nick Dunston

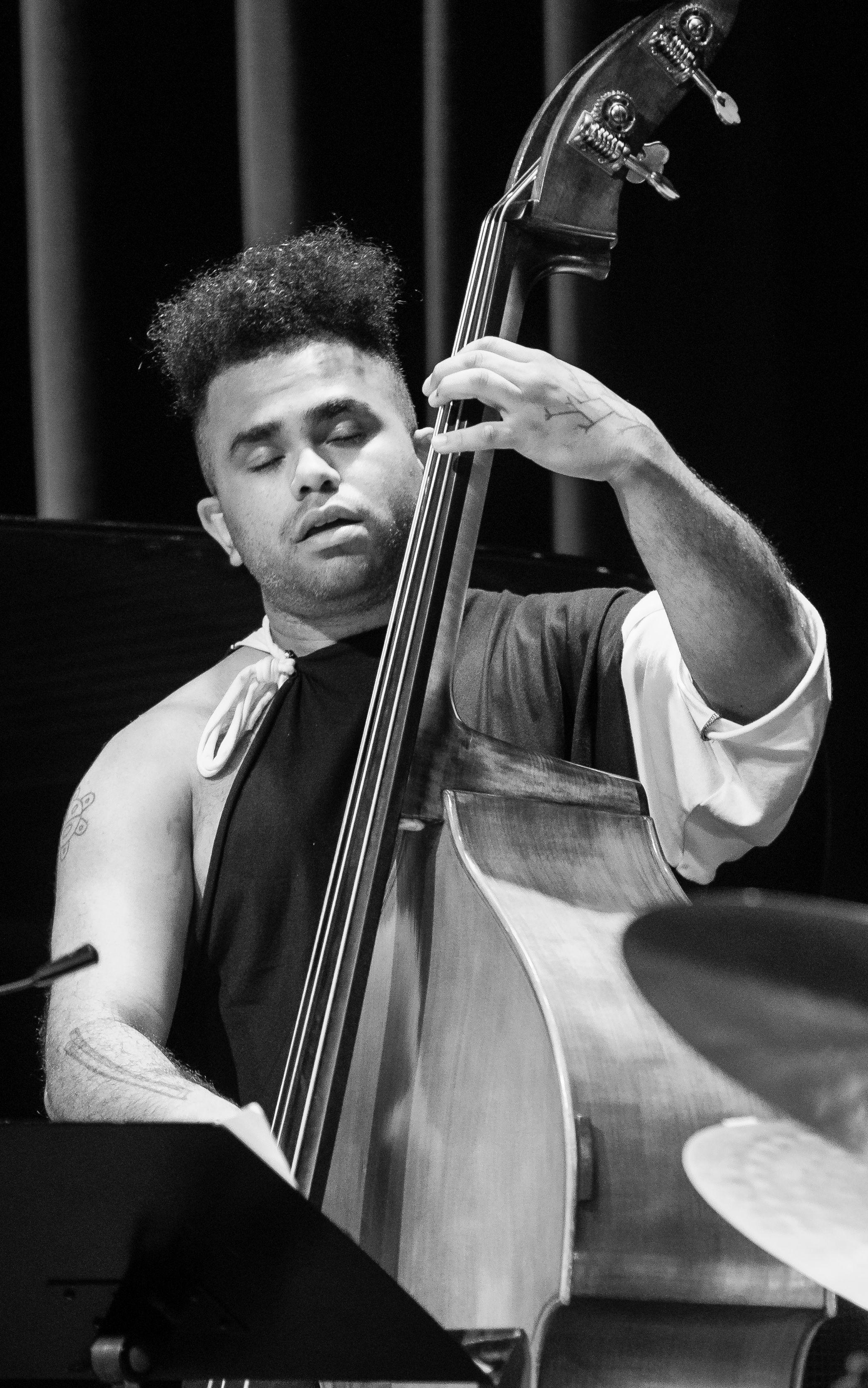
Nick Dunston auf der Bühne in Munch, Oslo 2023
Foto von Tore Sætre

Nick Dunston (* 1996 in Washington, D.C.) ist ein US-amerikanischer Jazzmusiker (Kontrabass, Komposition).

## Leben und Wirken
Dunston wuchs in New York City auf und begann seine musikalische Ausbildung im Alter von fünf Jahren auf dem Violoncello, um dann mit 13 Jahren Posaune zu spielen. In der Mittelschule fing er an E-Bass zu spielen und gehörte verschiedenen Schulensembles und Bands mit Klassenkameraden an; was schließlich dazu führte, dass er beim Music Advancement Program der Juilliard School klassischen Bassunterricht nahm und in Schul- und Community-Jazz-Ensembles spielte. Er hat Auszeichnungen als herausragender Solist beim Charles Mingus High-School-Jazz-Wettbewerb sowie beim regionalen Essentially Ellington Jazz-Wettbewerb erhalten. Außerdem wurde er mit dem LaGuardia Arts High School Composer’s Award ausgezeichnet. In dieser Zeit trat er mit Musikern wie Bruce Barth, Don Sickler, Mark Sherman, Terell Stafford und Scott Robinson auf.
Dunston studierte an The New School, um einen Bachelor-Abschluss in zeitgenössischer Musik und einen zweiten Abschluss in Jazz Performance zu erlangen.  Er hatte Unterricht bei Linda May Han Oh, Ben Street und Harish Raghavan sowie der Komponistin Missy Mazzoli. In Brooklyn und im Raum New York trat er seitdem bei einer Vielzahl von Veranstaltungsorten und auf Festivals in Nordamerika und Europa auf, etwa 2016 mit seinem Trio (mit Arta Jēkabsone) beim Jazzfestival Bern. 
Erste Aufnahmen entstanden 2017 mit Zack Clarke und Charlotte Greve (Mesophase). Des Weiteren spielte Dunston mit Künstlern wie Tyshawn Sorey, Vijay Iyer, Marc Ribot, Ches Smith (Path of Seven Colors), Imani Uzuri, Ingrid Laubrock, Anthony Coleman, Román Filiú, Jonathan Finlayson, Mary Halvorson (About Ghosts, 2025), Amirtha Kidambi, Moor Mother, Dave Douglas (Engage, 2019), Matt Wilson, Tomas Fujiwara, Allison Miller, Jeff Lederer, Layale Chaker, Jeff Tain Watts und Darius Jones. Beim JazzFest Berlin 2021 konzertierte er im Improvisationsensemble Melting Pott mit Barbara Maria Neu, Paulina Owczarek, Liv Andrea Hauge und Elias Devoldere, mit dem er 2022 europaweit auftrat, unter anderem beim Jazzfestival Saalfelden.
Dunston legte bislang vier Alben unter eigenem Namen vor; das in Berlin entstandene Album Skultura tangiert die Klangkunst. Im Bereich des Jazz war er laut Tom Lord zwischen 2017 und 2021 an 12 Aufnahmesessions beteiligt. Zu hören ist er auch auf Kalia Vandevers Regrowth, Joy Guidrys Radical Acceptance und Mary Halvorsons  Amaryllis / Belladonna (2022)  und Cloudward (2024), außerdem auf Ches Smith’ Clone Row (2025).
Außerdem verfasste Dunston Kompositionen für die New York Public Library of Performing Arts, die Joffrey Ballet School, The Witches, die Bratschistin Joanna Mattrey und das ESMAE Jazz and Chamber Orchestras. 2020 war er in Zusammenarbeit mit Dogbotic Labs Mitbegründer von „Ear Re-training“, einem Musikkompositionskurs über experimentelle Techniken zur Medienkrümmung. Als Autor schrieb er zwischen 2016 und 2019 monatlich für das Jazz-Magazin Hot House. Er lebt seit 2020 in Berlin.

## Preise und Auszeichnungen
2019 erhielt Dunston das Van Lier Stipendium von Roulette Intermedium, das die Uraufführungen von The Floor is Lava! (Kontrabass-Quintett) und La Operación (Doppelsaxophon-Trio + Sopranstimme) ermöglichte. In der Saison 2021–2022 war er Artist in Residence beim Wet Ink Ensemble. Gemeinsam mit Cansu Tanrıkulu wurde er 2024 mit dem SWR-Jazzpreis ausgezeichnet. 2025 erhielt er den Deutschen Jazzpreis in der Kategorie „Saiteninstrumente.“

## Diskographische Hinweise
- Elder Ones / Amirtha Kidambi: From Untruth (2019)
- Atlantic Extraction (Out of Our Head, 2019), mit Louna Dekker-Vargas, Tal Yahalom, Ledah Finck, Stephen Boegehold
- Pentadox: Fragments of Expansion (2020),  mit Lester St. Louis, Samuel Ber, Bram De Looze, Sylvain Debaisieux, Weston Olencki
- Mary LaRose: Out Here (2021)
- Atlantic Extraction: Live at Threes (Out of Your Head Records, 2020), mit Louna Dekker-Vargas, Tal Yahalom, Ledah Finck, Stephen Boegehold
- Spider Season (2022), mit DoYeon Kim, Kalia Vandever
- Skultura (Fun in the Church/Tripticks Tapes 2023), mit Cansu Tanrıkulu, Eldar Tsalikov, Liz Kosack, Mariá Portugal
- Colla Voce (Out of Your Head Records, 2024), mit Cansu Tanrıkulu, Isabel Crespo Pardo, Friede Merz, Sofia Jernberg, JACK Quartet, Anil Eraslan, Maria Reich, Tal Yahalom, Moritz Baumgärtner, Weston Olencki